# Ernst Troeltsch
Ernst Troeltsch, né le 17 février 1865 dans le quartier de Haunstetten, à Augsbourg, et mort le 1er février 1923 à Berlin, est un philosophe, théologien protestant et sociologue allemand. Représentant du courant historiste allemand, il est proche des positions de Max Weber en sociologie (et histoire) des religions.

## Biographie
Son œuvre propose une réflexion sur la modernité comme lieu de tensions entre la tradition (l'« absoluité » du religieux) et l'éclatement des valeurs diagnostiqué par le relativisme historique qui caractérise alors les sciences sociales (historiques) en plein essor.
Son constat porte notamment sur la prolifération des Églises indépendantes et des sectes succédant à la sécularisation des divers domaines de la vie dans le monde occidental qui survient après le déclin des régimes absolutistes.

## Œuvres
Titres originaux
- Die Absolutheit des Christentums und die Religionsgeschichte (L'Absoluité du christianisme et l'histoire de la religion), (1902)
- Die Soziallehren der christlichen Kirchen und Gruppen (Les Doctrines sociales des Églises et groupes chrétiens), (1912)
- Der Historismus und seine Probleme (L'historisme et ses problèmes), (1922)
- Gesammelte Schriften, 4 vol., Tübingen, Mohr, 1912-1925, réimpression Aalen, Scientia Verlag, 1961-1966 :

T. 1. Die Soziallehren der christlichen Kirchen und Gruppen.
T. 2. Zur religiösen Lage, Religionsphilosophie und Ethik.
T. 3. Der Historismus und seine Probleme.
T. 4. Aufsätze zur Geistesgeschichte und Religionssoziologie.
Traductions françaises
- Religion et histoire : esquisses philosophiques et théologiques, Genève, Labor et Fides, 1990.
- Protestantisme et modernité, Paris, Gallimard, 1991.
- Œuvres, vol. III : Histoire des religions et destin de la théologie, Paris, éditions du Cerf ; Genève, Labor et Fides, 1996.
- Le Christianisme, l'histoire et les grandes religions. Conférences britanniques de 1923, Paris, Van Dieren éditeur, 2013.
- Traité du croire (Glaubenslehre). Une dogmatique, Paris, Van Dieren éditeur, 2014.
- "Le droit naturel stoïco-chrétien et le droit naturel profane moderne", "L'essence de l'esprit moderne", "Renaissance et Réforme", "Leibniz et les débuts du piétisme", "Le déisme", "Les moralistes anglais des XVIIe et XVIIIe siècles", "Les Lumières", "Kant", "L'idéalisme allemand", "L'époque de la Restauration au début du XIXe siècle", "Le XIXe siècle" [1]